# Gmeinder D 60 C
Die D 60 C ist eine Bauart dieselhydraulischer Rangierlokomotiven des Herstellers Gmeinder Lokomotivenfabrik GmbH in Mosbach/Baden. Sie entstand entsprechend den Empfehlungen des Arbeitskreises Standard-Diesellok im Bundesverband Deutscher Eisenbahnen (BDE) von 1971. Neben der Standard-Bauart ist diese Lokomotive auch in einer explosionsgeschützten Bauart lieferbar, welche für den Betrieb in Gefahrenzonen wie beispielsweise innerhalb eines Chemiewerks geeignet ist.

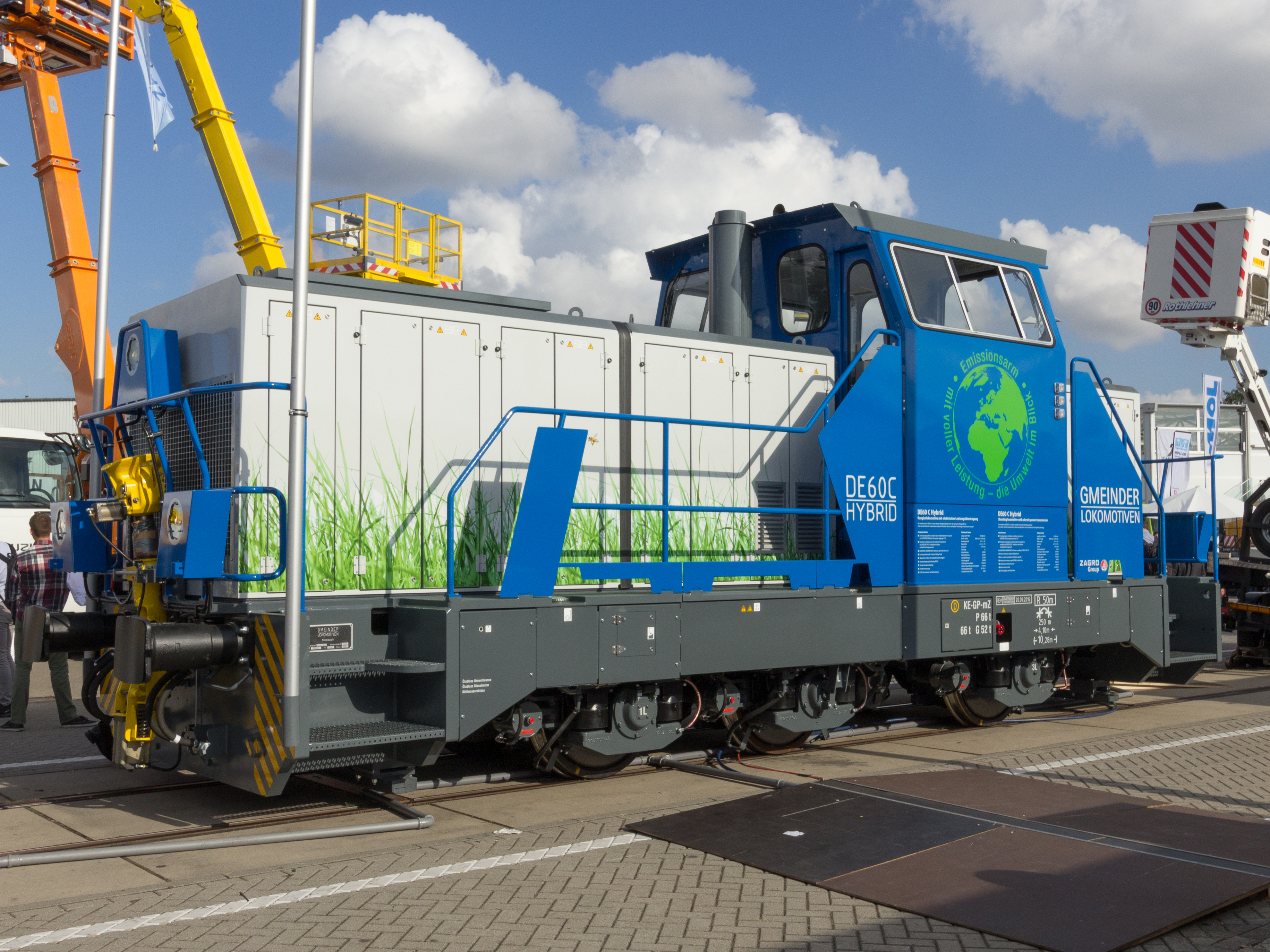
Gmeinder D60 C Hybrid auf der InnoTrans 2016

Sechs Fahrzeuge wurden seit den frühen 1980er Jahren an Werksbahnen von Unternehmen mit eigener Gleisinfrastruktur (BASF, Raffinerie Emsland, Chemische Werke Hüls, Rheinische Braunkohlenwerke und Oberrheinische Mineralölwerke) ausgeliefert. Alle sechs Maschinen befinden sich auch heute noch auf den Bahnen im Einsatz, an die sie ausgeliefert wurden, teilweise hat jedoch der Eigentümer gewechselt.
Nachdem seit 1993 keine weitere Lokomotive dieses Typs ausgeliefert wurde, kam es im Dezember 2008 zur Bestellung einer weiteren Lokomotive durch die BP AG für die Erdöl-Raffinerie Emsland (ERE). Die Lokomotive, die sich optisch wie technisch in einigen Einzelheiten von den älteren Exemplaren unterscheidet, wurde im März 2010 ausgeliefert. Die zweite, seit 1986 bei der ERE vorhandene D 60 C wurde zuvor bei Gmeinder modernisiert und an die neue Bauform angepasst.
Am 5. August 2013 wurde die Bestellung von zwei Lokomotiven durch die Logistik Service GmbH (LogServ) bekannt. Diese Lokomotiven wurden im vierten Quartal 2013 ausgeliefert. Weitere zwei Lokomotiven wurden am 27. Mai 2019 an Thyssenkrupp Steel Europe als 831 und 832 ausgeliefert. Am 4. März 2020 wurden noch zwei weitere an Thyssenkrupp Steel Europe als 833 und 834 ausgeliefert.